# Хаберлер, Готтфрид фон
Готфрид фон Хаберлер (нем. Gottfried von Haberler; 20 июля 1900, Пуркерсдорф, близ Вены — 6 мая 1995, Вашингтон) — австрийско-американский экономист.

## Биография
Получил степень бакалавра (1923) и доктора (1925) в Венском университете (учился у Фридриха фон Визера и Людвига фон Мизеса). В 1927—1929 годах стажировался в Великобритании и США по стипендии фонда Рокфеллера.
В 1928 году начал преподавать в Венском университете. В 1932 году покинул Австрию, чтобы читать лекции в Гарвардском университете. В 1934—1936 годах работал в Лиге наций в Женеве. С 1936 года до ухода на пенсию (1971) преподавал в Гарвардском университете.
Президент Международной экономической ассоциации (1950—1953). Президент Американской экономической ассоциации с 1963 года.
Лауреат премии Б. Хармса (1972).
Умер от болезни Паркинсона в 1995 году.

## Список произведений
- Готфрид Хаберлер Деньги и экономический цикл = Money and the Business Cycle. (1932)
- Prosperity and Depression: A theoretical analysis of cyclical movements (1937)
  - Процветание и депрессия: теоретический анализ циклических колебаний. — М.: Издательство иностранной литературы, 1960. — 586 с.
  - Процветание и депрессия: теоретический анализ циклических колебаний. / Пер. с англ. — Челябинск: Социум, 2005. — 475 с. — (Серия: «Бум, крах и будущее»). — ISBN 5-901901-35-5
- «Международная торговля и экономическое развитие» (International Trade and Economic Development, 1959);
- «Деньги в мировой экономике» (Money in the International Economy, 1965).